# Thalasseus
Thalasseus ist eine Gattung aus der Unterfamilie der Seeschwalben (Sterninae). Thalasseus bedeutet wörtlich „Geschöpf des Meeres“ und umfasst insgesamt sechs rezente Arten, die weltweit verbreitet und bekannt sind. Die Gattung Thalasseus wurde bereits 1822 von Friedrich Boie beschrieben, in der Folge wurden die Arten der Gattung aber meist der Gattung Sterna zugerechnet. 2005 veröffentlichte molekularbiologische Untersuchungen unterstützten allerdings die Betrachtung als eigenständige Gattung.

## Merkmale
Thalasseus ist eine Gattung mittelgroßer bis großer Seeschwalben. Ein besonderes Kennzeichen ist der dünne und spitze Schnabel, der oft eine gelbliche oder orange Farbe aufweist. Alle Arten haben einen zottigen Kamm, weshalb sie im Englischen auch als „crested terns“ bezeichnet werden.

## Arten
- Rüppellseeschwalbe (T. bengalensis)
- Guineaseeschwalbe (T. albididorsalis)
- Königsseeschwalbe (T. maximus)
- Eilseeschwalbe (T. bergii)
- Bernsteinseeschwalbe (T. bernsteini)
- Schmuckseeschwalbe (T. elegans)
- Amerikanische Brandseeschwalbe (T. acuflavidus)
- Brandseeschwalbe (T. sandvicensis)